# 朝鮮古記
『朝鮮古記』（ちょうせんこき）、あるいは『古記』（こき）は、『三国遺事』の著者一然が、檀君朝鮮に関する記述を引用したとする偽書。『朝鮮古記』に書かれている内容をベースにして、20世紀に入ってから『桓檀古記』という偽書も生まれた。